# Lamarchea sulcata
Lamarchea sulcata är en myrtenväxtart som beskrevs av Alexander Segger George. Lamarchea sulcata ingår i släktet Lamarchea och familjen myrtenväxter. Inga underarter finns listade i Catalogue of Life.